# Bisdom Sapporo
Het Bisdom Sapporo (Latijn: Dioecesis Sapporensis, Japans: カトリック仙台教区, katorikku Sapporo kyōku) is een in Japan gelegen rooms-katholiek bisdom met zetel in de stad Sapporo. Het bisdom behoort tot de kerkprovincie Tokio, en is, samen met de bisdommen Niigata, Saitama, Sendai en Yokohama suffragaan aan het aartsbisdom Tokio.
Het bisdom omvat de prefectuur Hokkaido.

## Geschiedenis
Paus Benedictus XV stichtte op 12 februari 1915 de Apostolische prefectuur Sapporo uit gebieden die daarvoor toebehoorden aan het bisdom Hakodate. Met de breve Ad animorum werd Sapporo op 30 maart 1929 verheven tot apostolisch vicariaat en suffragaan gesteld aan het aartsbisdom Tokio. Op 18 juli 1932 werd een deel van het gebied ingericht als missio sui iuris Karafuto. Op 11 december 1952 werd Sapporo verheven tot bisdom, suffragaan aan Tokio.

## Bisschoppen van Sapporo

### Apostolische prefect
- 1915-1929: Joseph Wenzel Kinold OFM

### Apostolische vicaris
- 1929-1940: Joseph Wenzel Kinold OFM

### Bisschop
- 1952-1987: Benedict Takahiko Tomizawa
- 1987-2009: Peter Toshio Jinushi
- sinds 2013: Bernard Taiji Katsuya

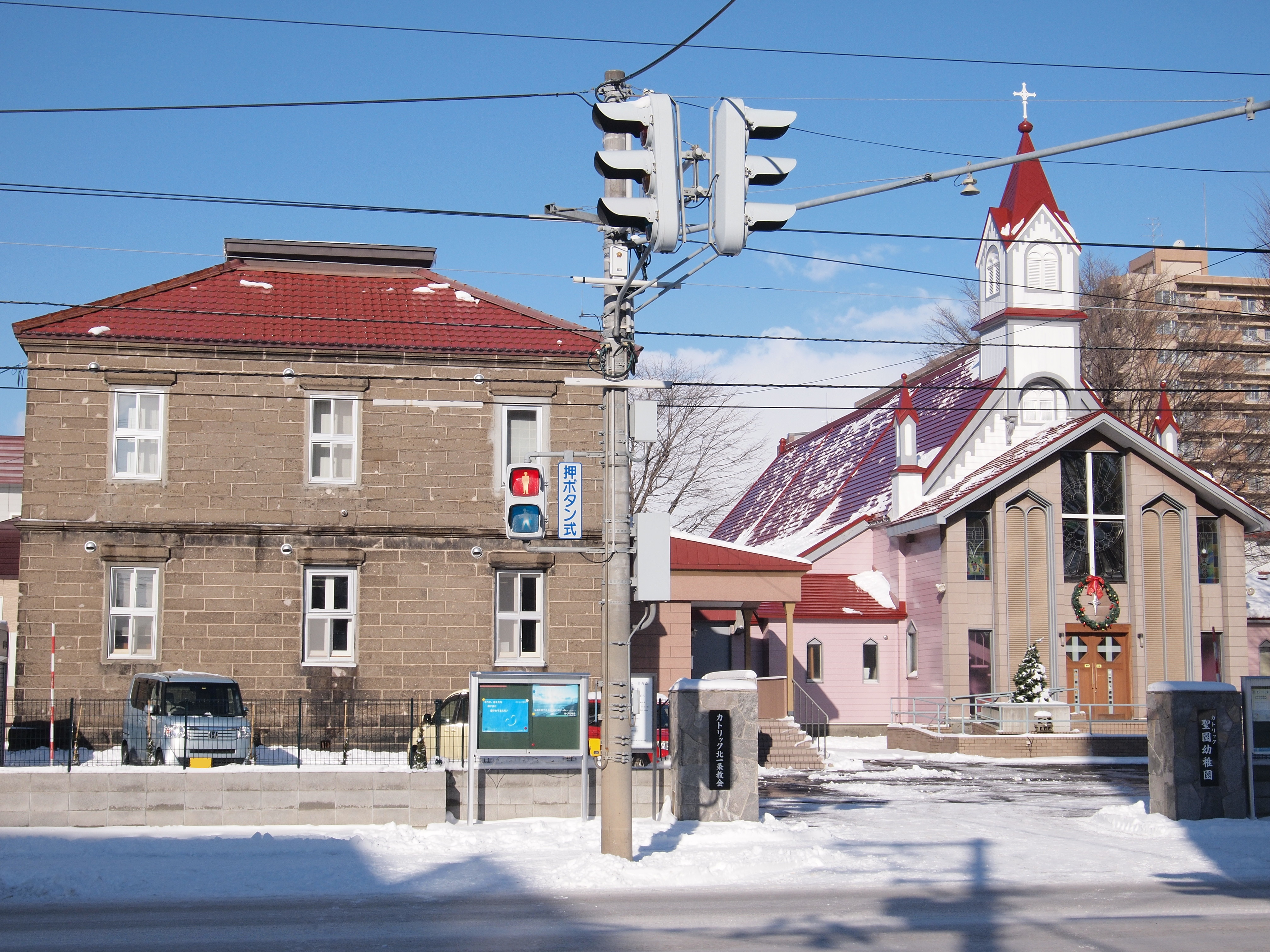
Kathedraal van Sapporo